# Sauroklasse
De Sauroklasse is een klasse bestaande uit acht onderzeeërs van de Italiaanse Marine. Ze volgden de vier boten van de Enrico Totiklasse op, die van 1968 tot 1997 in dienst waren geweest. De eerste werd in 1979 in dienst genomen, de laatste in 1995. De eerste vier boten zijn inmiddels niet meer in dienst. Ze worden vervangen door de Duitse Type 212-onderzeeër, die bij de Italiaanse marine Todaroklasse wordt genoemd.

## Reeks I en II
In de jaren 1970 had de marine een nieuw type onderzeeër nodig ter verdediging tegen amfibische landingen en voor onderzeebootoorlogsvoering. Italcantieri, thans een onderdeel van Fincantieri, ontwierp daartoe de Sauroklasse. De kiel van de Nazario Sauro (S 518) werd in 1974 gelegd, en in 1976 was hij klaar. De Carlo Feccia di Cossato (S 519) werd tussen 1975 en 1977 gebouwd. Door problemen met de batterijen werd deze boot al in 1979 in dienst genomen, en de eerste pas in 1980. De Nazario Sauro werd in 2002 uit dienst genomen, en werd daarop een museumboot in Genua. De Carlo Feccia di Cossato werd in 2005 uit dienst genomen.
Kort na deze eerste werd een tweede reeks besteld. De Leonardo da Vinci (S 520) werd tussen 1976 en 1979 gebouwd, en deed van 1982 tot 2010 dienst. De Guglielmo Marconi (S 521) werd van 1979 tot 1980 gebouwd, en diende tussen 1982 en 2003.

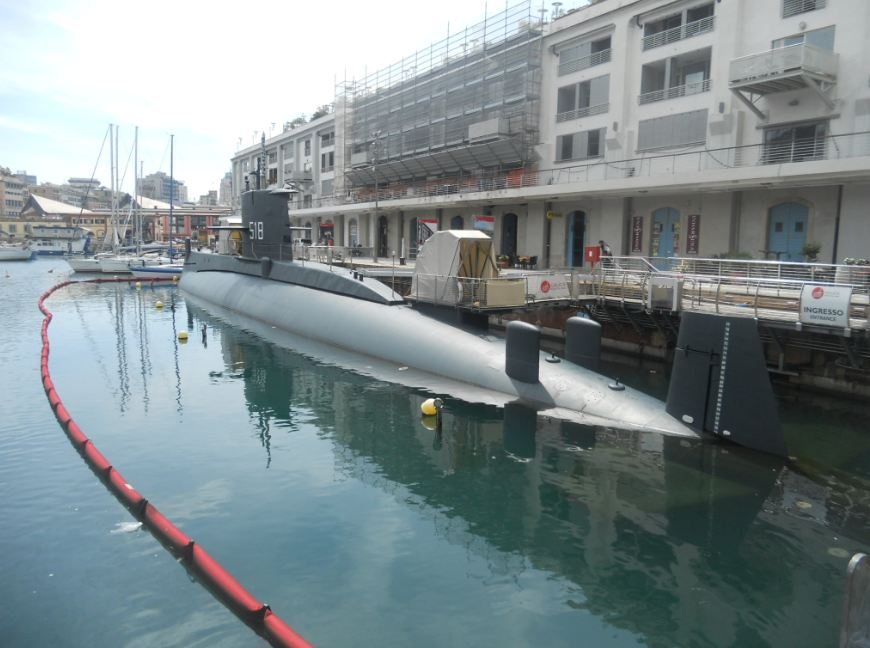
De Nazario Sauro als museumboot in 2014.
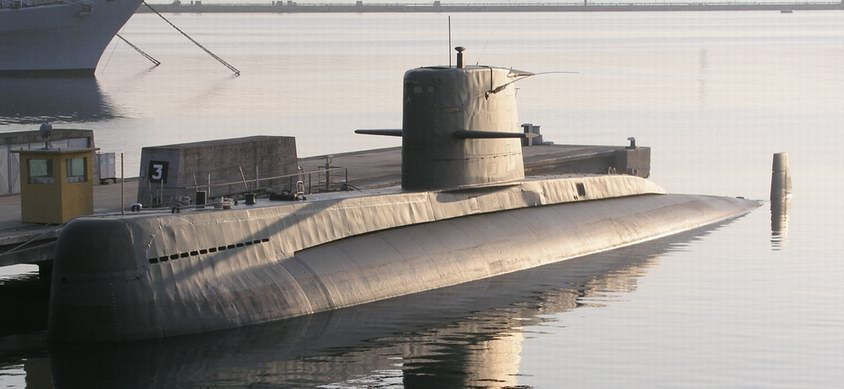
De Carlo Feccia di Cossato.
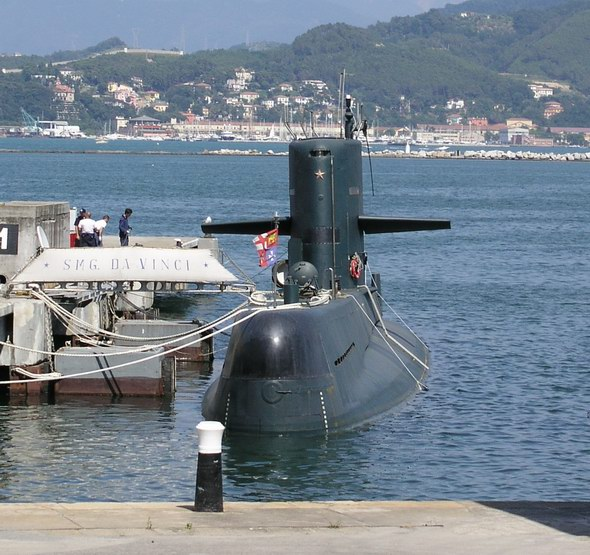
De Leonardo da Vinci in 2004.
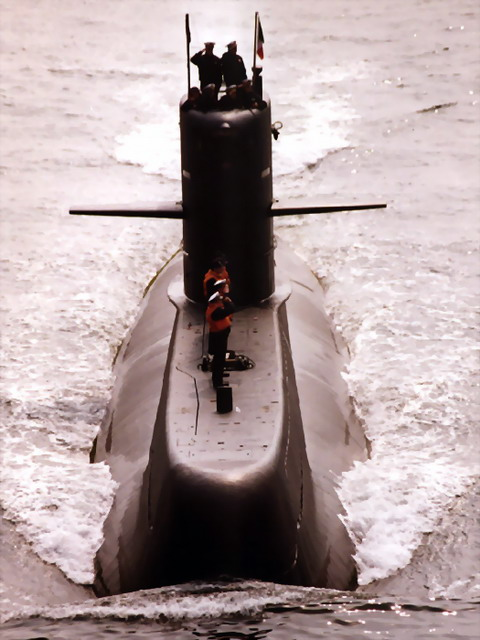
De Guglielmo Marconi in 1995.

## Reeks III en IV
Met de uitdienstname van de drie boten van de Amerikaanse Balaoklasse eind jaren 1970 werd de bouw van een derde reeks gepland. Deze waren technisch fel verbeterd, en waren ook een halve meter langer. De eerste was de Salvatore Pelosi (S 522), die tussen 1985 en 1986 werd gebouwd en in 1988 in dienst werd genomen. De tweede was de Giuliano Prini (S 523), die in 1987 werd gebouwd en in 1989 in dienst kwam.
Eind jaren 1980 werd gewerkt aan een nieuw type onderzeeër, die veel groter moest worden dan de Sauroklasse, en een luchtonafhankelijke aandrijving met dieselmotoren moest krijgen. Door het bankroet van de ontwikkelaar ervan kwam van dit project niets terecht, en dus werden in de plaats nieuwe Sauro-onderzeeërs besteld. Die werden opnieuw technisch verbeterd, en waren bijna twee meter langer en 200 ton zwaarder geworden. Door de romp te voorzien van akoestische tegels werden ze stiller gemaakt. Van 1991 tot 1992 werd de Primo Longobardo (S 524) gebouwd. Die kwam in 1993 in dienst. De Gianfranco Gazzana Praroggia (S 525) werd tussen 1992 en 1993 gebouwd, en werd in 1995 in dienst genomen.
Beide reeksen werden tussen 1999 en 2002 gemoderniseerd met de installatie van nieuwe detectie-, wapengeleiding- en communicatiesystemen.

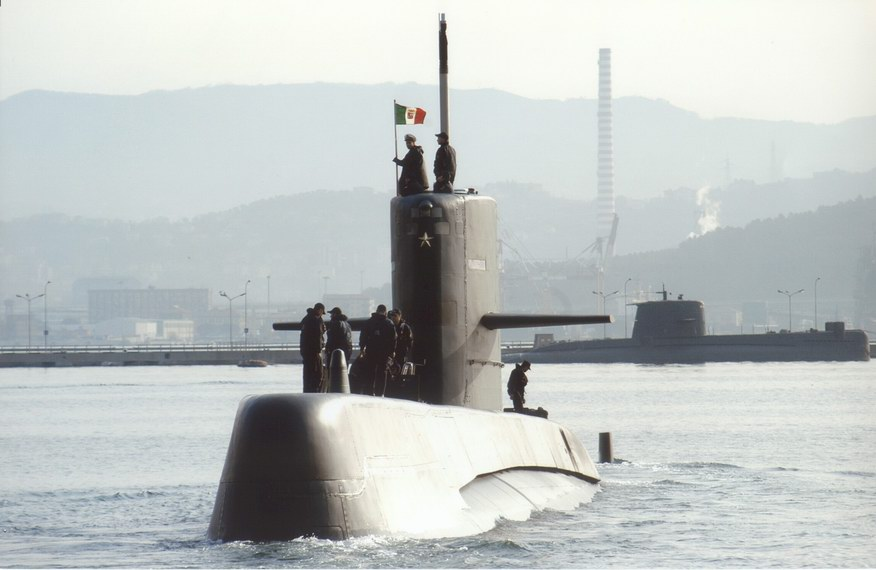
De Salvatore Pelosi.
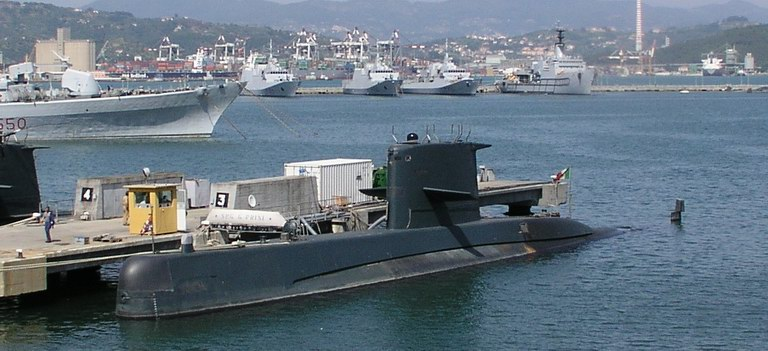
De Giuliano Prini in 2004.
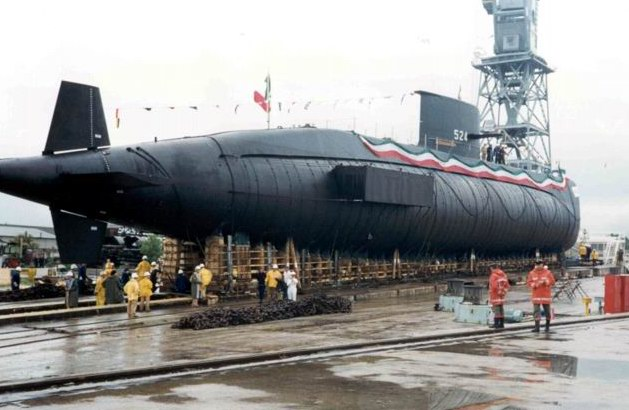
De Primo Longobardo.
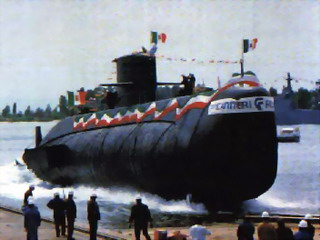
De tewaterlating van de Gianfranco Gazzana Praroggia.

## Uitrusting
De boten werden gemaakt van Amerikaans HY-80-staal, waarvan destijds ook de Amerikaanse onderzeeërs gemaakt werden. Daardoor konden ze dieper duiken dan hun voorgangers van de Enrico Totiklasse; tot op 300 meter. Ze hebben voorts een enkele drukromp met externe ballasttanks aan het voor- en achtersteven, met een drijftank aan de toren.
Drie Grandi Motori Trieste-dieselgeneratoren, een onderdeel van het Finse Wärtsilä, van 2,72 MW laden batterijen op die stroom leveren aan een Magneti Marelli-elektromotor van 3,14 MW. De elektromotor van de laatste twee boten komt van het Zwitserse ABB. Die drijft een enkele zevenbladige scheepsschroef aan, aan een laag toerental tegen trillingen. Met behulp van een snuiver kunnen de generatoren tot een diepte van veertien meter blijven draaien.
De bewapening van de onderzeeërs bestaat uit zes 533 mm-torpedobuizen met voorzieningen voor twaalf A184-torpedo's van het Italiaanse Whitehead Alenia Underwater Systems (WASS), thans Whitehead Diving Systems; een onderdeel van Leonardo. Alternatief kunnen 24 zeebodemmijnen meegevoerd worden.

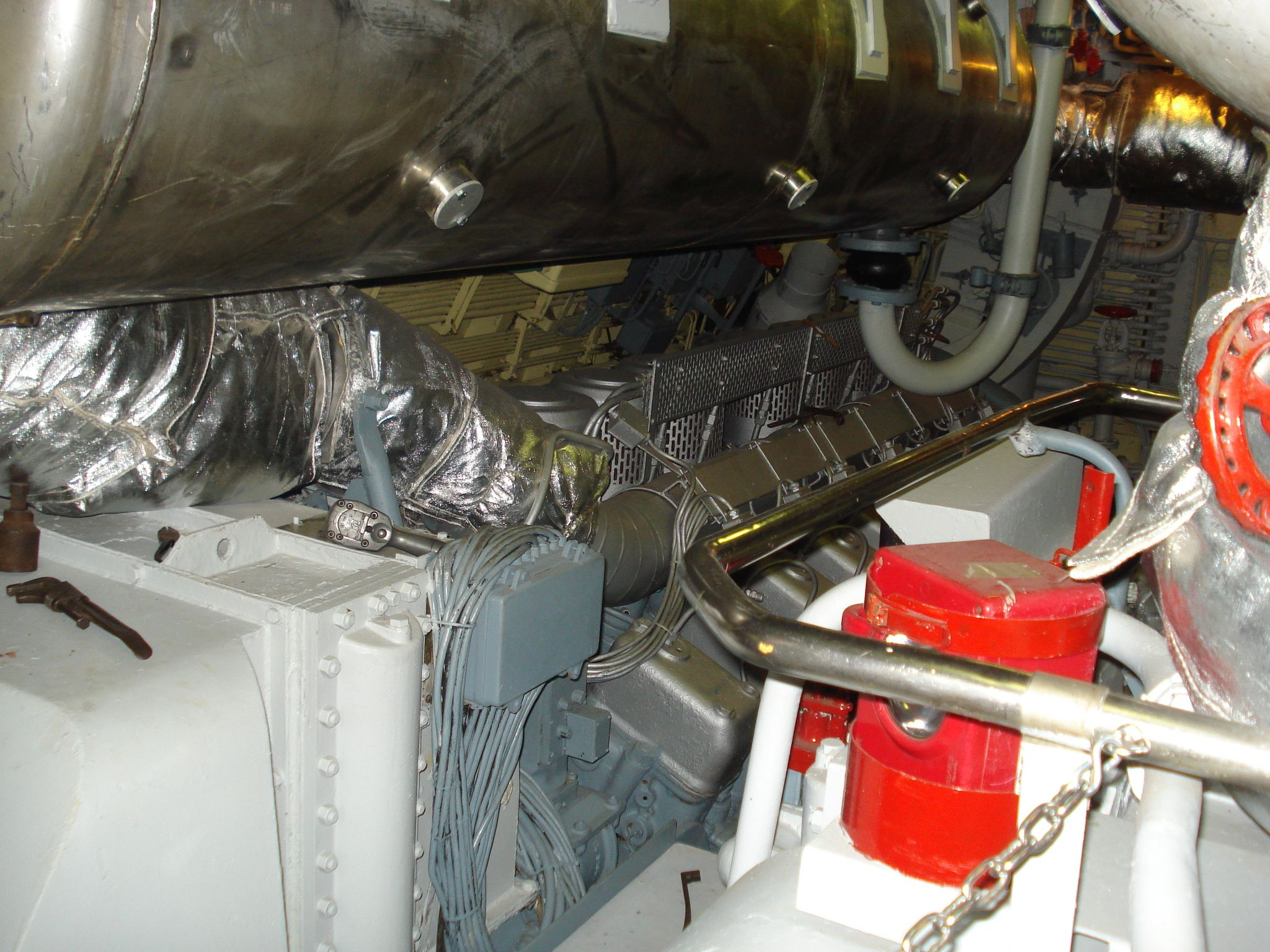
De dieselelektrische aandrijving.
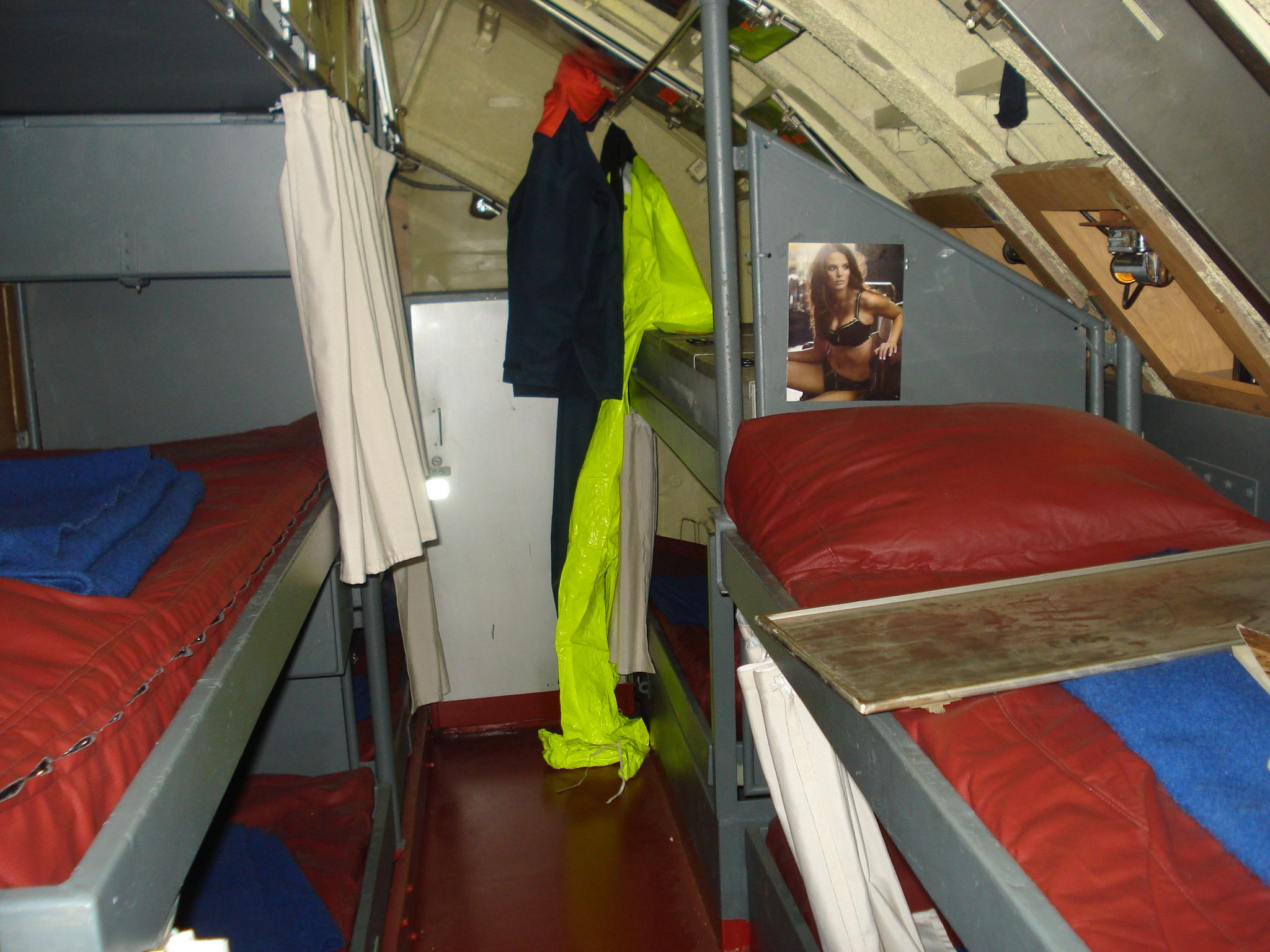
Een slaapvertrek.
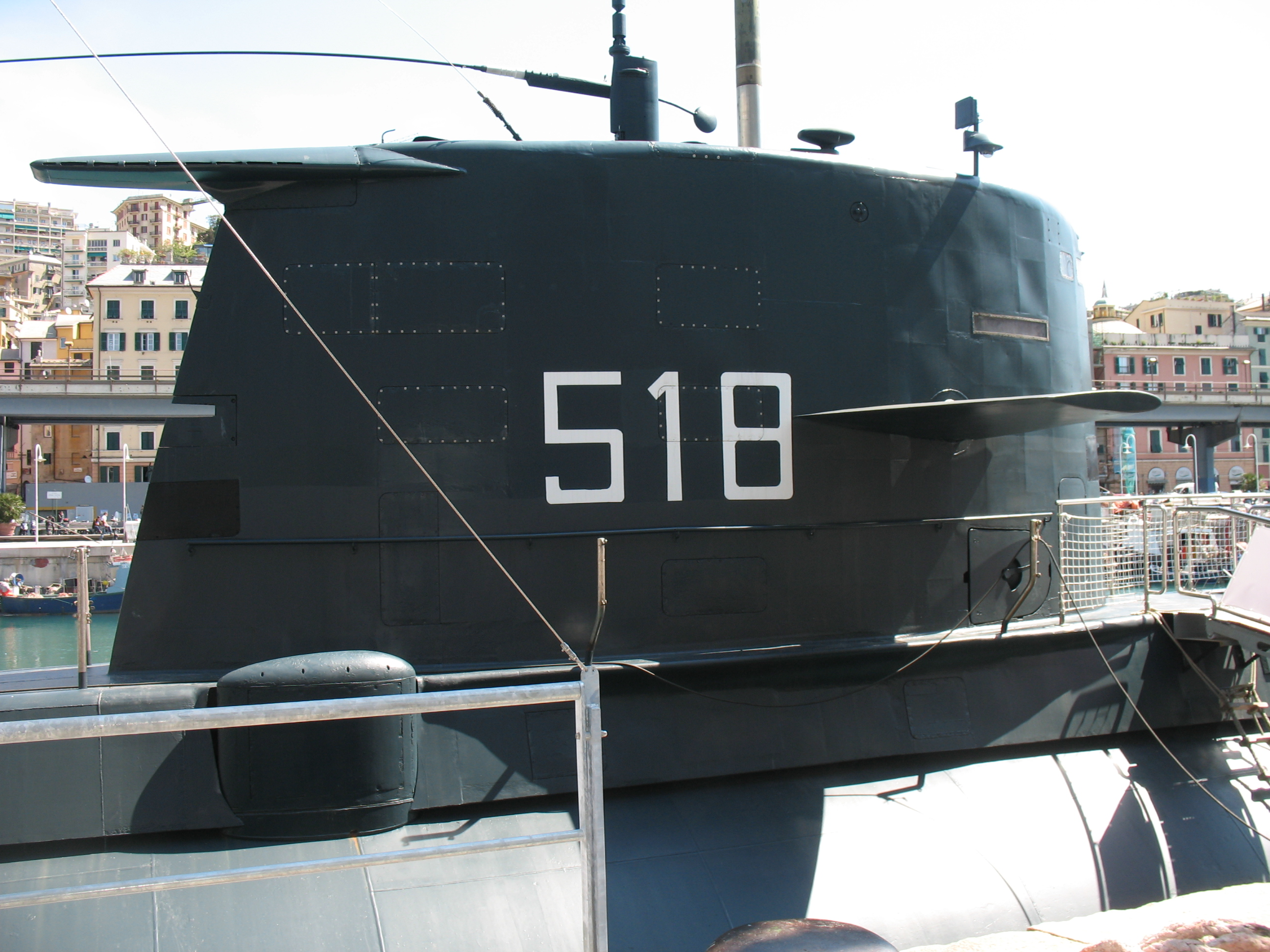
De toren.
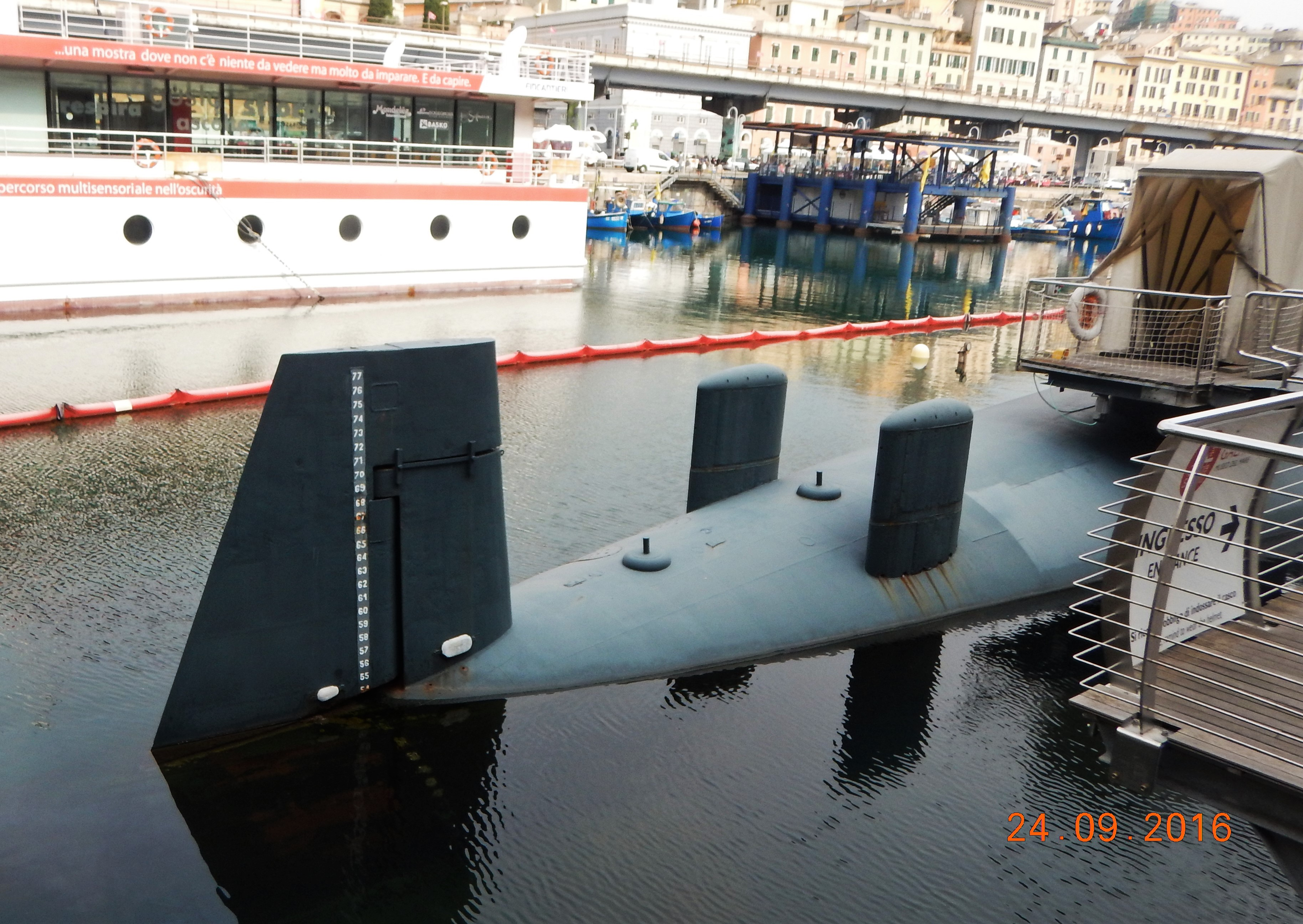
De achterste ballasttanks.